# London Borough of Southwark
Der London Borough of Southwark [ˈsʌðək] ist ein Stadtbezirk von London. Er liegt unmittelbar südlich der City of London, rechts der Themse.

## Geschichte

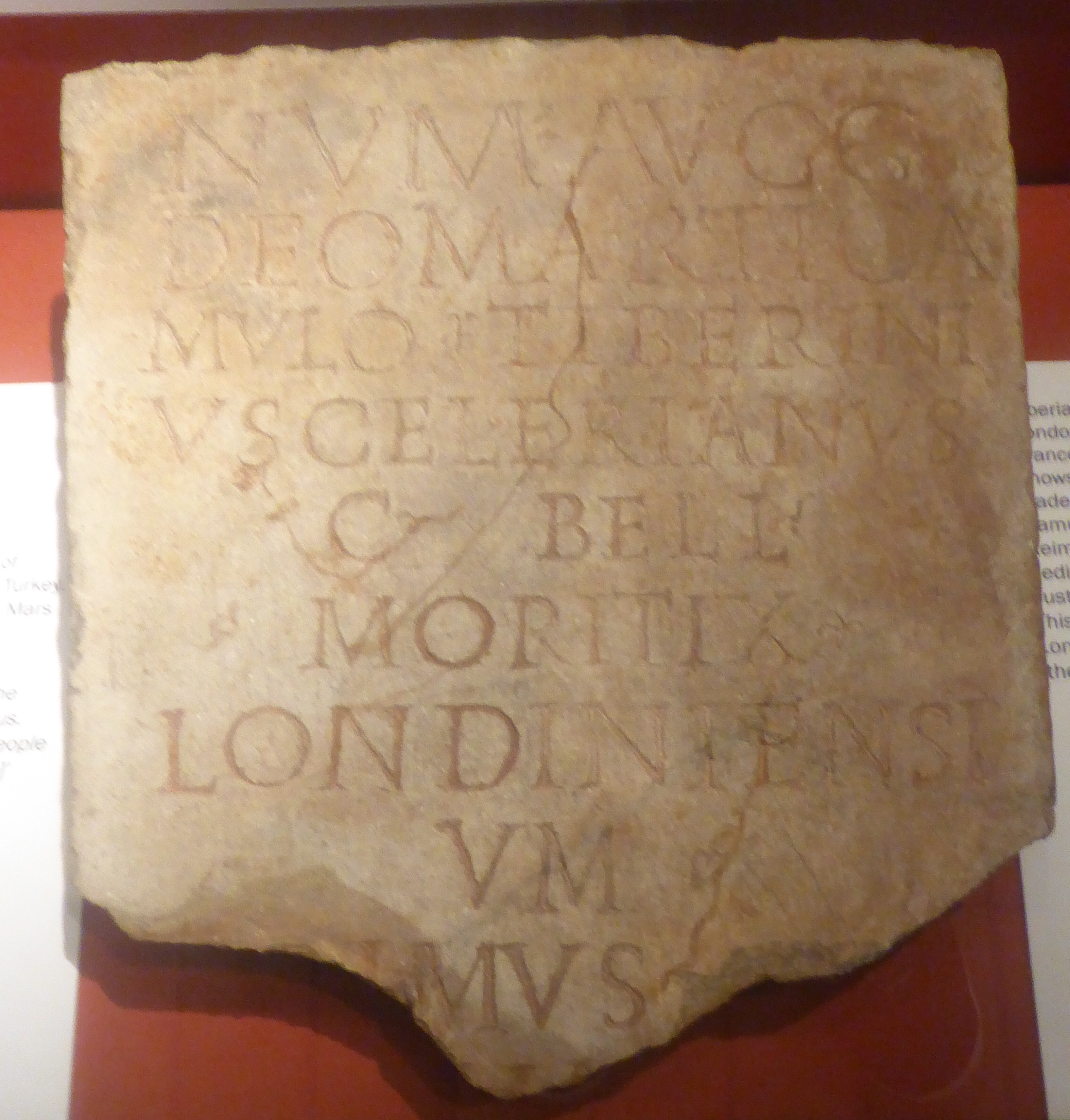
Museum of London, Inschrift des Tiberinius Celerianus, auf denen die „Londoner“ zum ersten Mal erwähnt werden, gefunden in Southwark

Der Bezirk entstand 1965 bei der Gründung von Greater London aus dem Metropolitan Borough of Bermondsey, dem Metropolitan Borough of Camberwell und dem Metropolitan Borough of Southwark im ehemaligen County of London.
Südlich der London Bridge befand sich eine substanzielle Vorstadt des antiken Londons. Ausgrabungen legten diverse reich mit Mosaiken und Wandmalereien ausgestattete Bauten frei. Es fand sich ein Tempelbezirk mit einer Inschrift, die zum ersten Mal „Londoner“ erwähnt.
In der Antike befanden sich in Southwark auch römische Gräberfelder.
Traditionell war das vor den Toren gelegene Southwark jener Bereich, in dem sich „anrüchige“ Gewerbe ansiedelten, worunter auch das Theater zählte. William Shakespeare und Ben Jonson hatten hier ihre Erfolge. Bis ins Mittelalter hinein bestand Southwark aus mehreren Inseln, die jedoch mehr und mehr verlandeten. Diese Inseln waren bereits im Jungneolithikum besiedelt, wie unter anderem Funde aus der Hopton Street belegen. Im Jahr 1212 war der Stadtteil Ausgangspunkt für einen der schwersten mittelalterlichen Stadtbrände Londons. Das Feuer griff von dort auch auf die überbaute London Bridge und die City von London über. Der Stadtteil Southwark ist auch der Ausgangspunkt für die in Geoffrey Chaucers Canterbury Tales beschriebene Pilgerreise nach Canterbury.
Am 25. März 2013 brannten die Newington Library und das Cuming Museum. Die Bibliothek und das Museum erzählen die Geschichte des Stadtteils. Der Terroranschlag in London am 3. Juni 2017 fand im Borough Market statt.

## Stadtteile
- Bankside
- Bermondsey
- Camberwell
- Crystal Palace
- Dulwich
- East Dulwich
- Elephant and Castle
- Herne Hill
- Newington *
- Nunhead
- Peckham
- Rotherhithe *
- Surrey Quays
- Southwark *
- Sydenham Hill
- Walworth
- West Dulwich

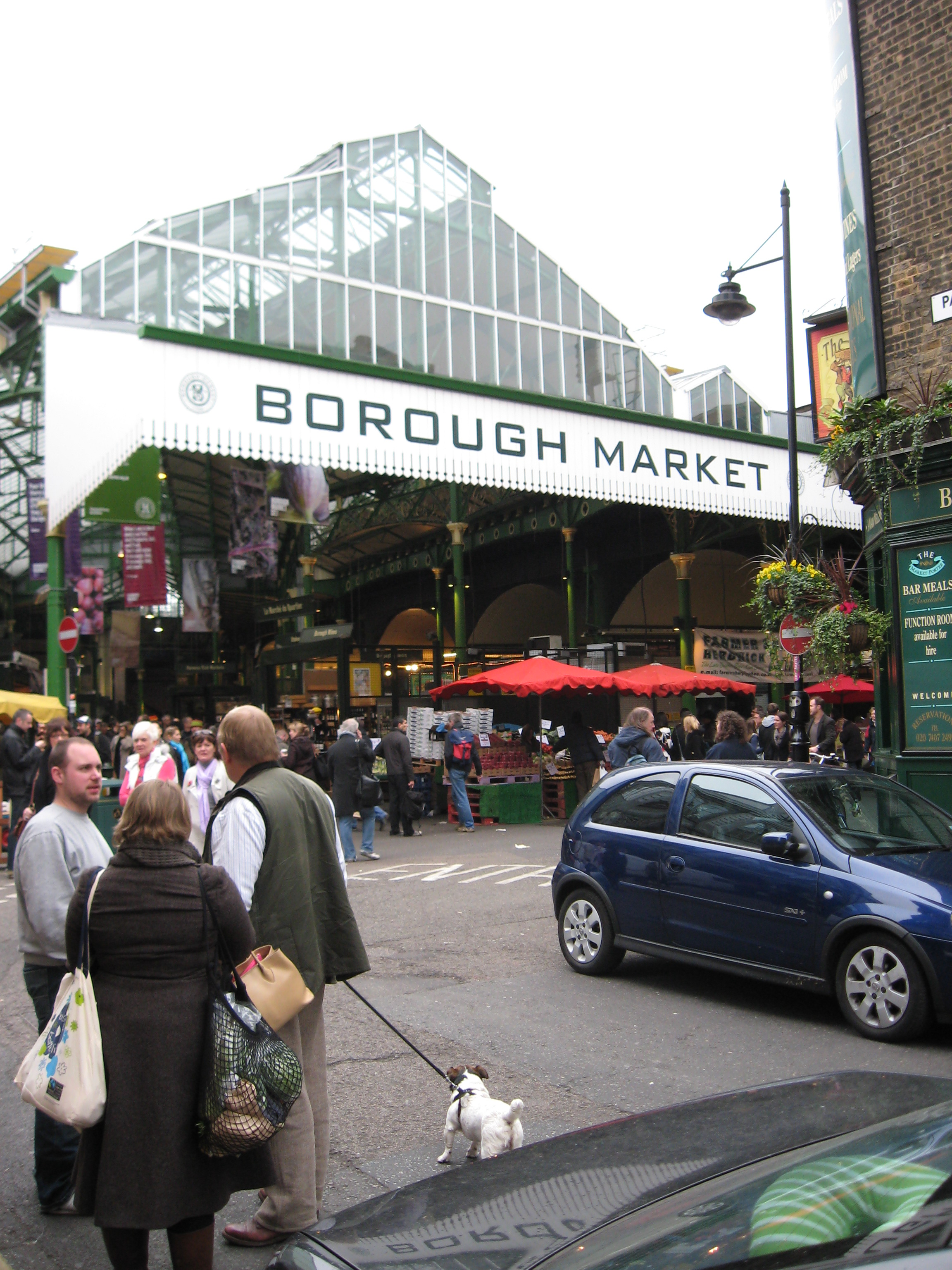
Borough Market

* - Zu entsprechenden Stadtteilen gibt es noch keine eigenen Artikel, nur Weiterleitungen hierher.
Die Stadtteile Herne Hill, Dulwich und Crystal Palace erstrecken sich jeweils über mehrere Stadtbezirke.

## Bevölkerung
Die Bevölkerung setzte sich 2008 zusammen aus 68,8 % Weißen, 20,8 % Schwarzen, 9,5 % Asiaten sowie 2,9 % Chinesen.

## Sehenswürdigkeiten
- Tower Bridge
- London Bridge
- Bahnhof London Bridge
- Tate Modern
- Dulwich Picture Gallery
- Horniman Museum
- Nunhead Cemetery
- Imperial War Museum mit der Belfast
- Southwark Cathedral (anglikanisch)
- St. George’s Cathedral (römisch-katholisch)
- Globe Theatre
- City Hall, das moderne Rathaus Londons
- London Dungeon, „Gruselkabinett“
- Butler’s Wharf, ein ehemaliger Lagerhallenkomplex
- The Shard
- Strata SE1, Wohnhochhaus
- Borough Market
- Golden Hinde
- Queen’s Walk, Promenade am Fluss

## Persönlichkeiten

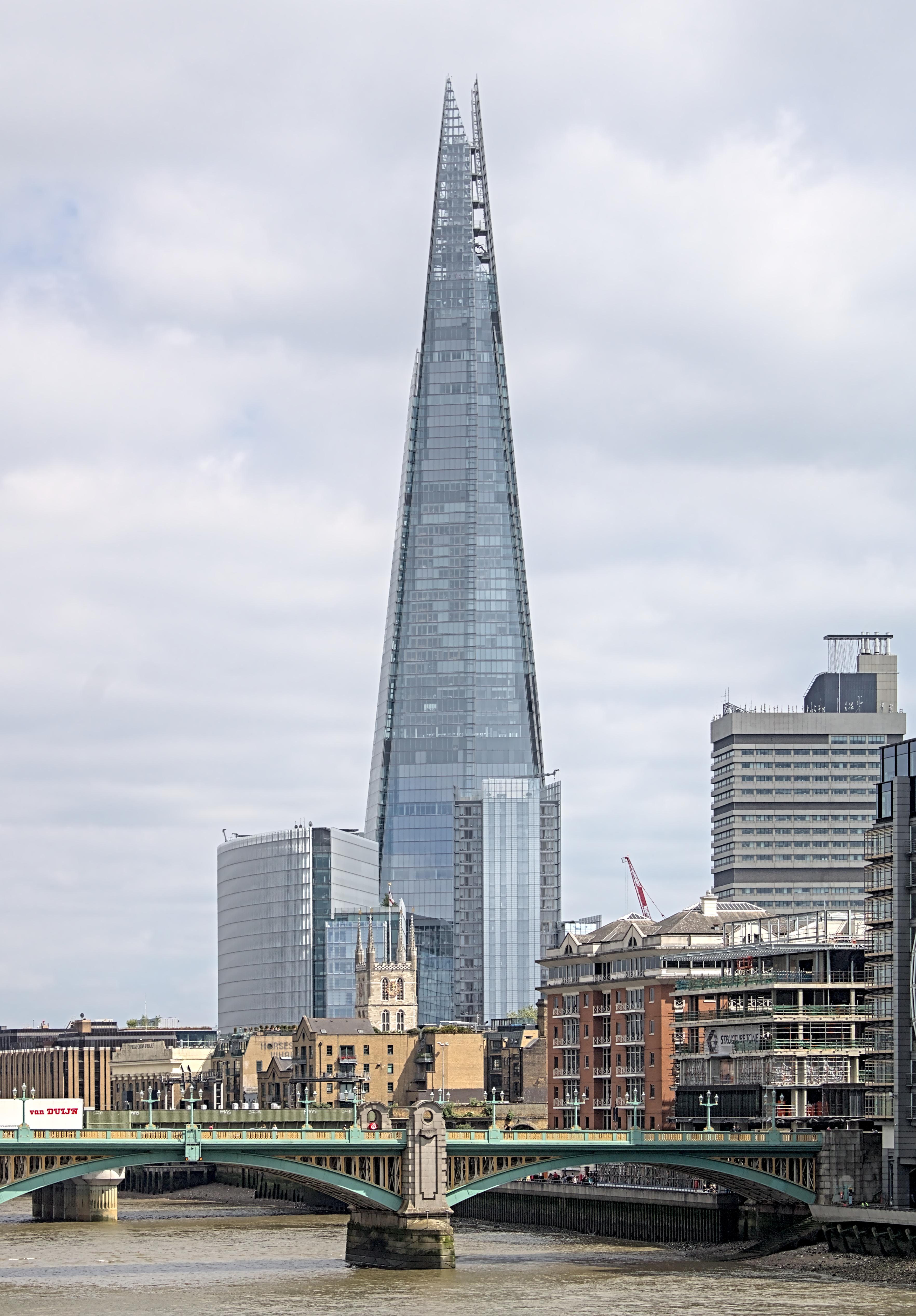
The Shard

- Cliff Adams (1923–2001), Orchesterleiter, Sänger und Radiomoderator
- Henry Spencer Ashbee (1834–1900), Bibliophiler und Bibliograf
- Charles Babbage (1791–1871), Mathematiker
- Charles Bartlett (1885–1968), Radsportler
- Jack Bartlett (1904–1993), Autorennfahrer
- Ryan Bertrand (* 1989), Fußballspieler
- Enid Blyton (1897–1968), Kinderbuchautorin
- John Boyega (* 1992), Schauspieler
- Thomas Brodie-Sangster (* 1990), Schauspieler
- Jason Brown (* 1982), Fußballtorwart
- Robert Browning (1812–1889), Dichter und Dramatiker
- Ivor Bueb (1923–1959), Autorennfahrer
- Michael Caine (* 1933), Schauspieler
- Charles Chaplin (1889–1977), Schauspieler und Regisseur
- Alex Clare (* 1985), Musiker
- John Coghlan (* 1946), Schlagzeuger
- Michael Charles Evans (1951–2011), römisch-katholischer Theologe
- Michael Faraday (1791–1867), Wissenschaftler
- Mark Feltham (* 1955), Bluesmusiker
- Anton Ferdinand (* 1985), Fußballspieler
- Rio Ferdinand (* 1978), Fußballspieler
- Jade Goody (1981–2009), TV-Darstellerin
- John Harvard (1607–1638), Theologe, Namensgeber der Harvard University
- Cecil Kimber (1888–1945), Mitbegründer von MG
- Alan Lancaster (1949–2021), Musiker sowie Bassist und Sänger der Rockband Status Quo
- Alfred Marshall (1842–1924), Nationalökonom
- William Ewart Napier (1881–1952), Schachmeister
- Violet Olney (1911–1999), Leichtathletin
- Eddie Redmayne (* 1982), Schauspieler
- John Stainer (1840–1901), Organist und Komponist
- Keir Starmer (* 1962), Anwalt und Politiker
- Jamie Stuart (* 1976), Fußballspieler

## Städtepartnerschaften
Partnerstadt von Southwark ist Langenhagen.